# Heinrich Arntzen
Heinrich Arntzen (ur. 11 września 1894 w Aubolt) – as lotnictwa niemieckiego Luftstreitkräfte z 11 potwierdzonymi zwycięstwami w I wojnie światowej.

## Życiorys
Służył w Feldflieger Abteilung 32 od 1916 roku. W marcu 1916 został przeniesiony do Feldflieger-Abteilung 2 w Metzu, będącego w składzie Flieger Bataillon Nr. 4. W jednostce latając jako obserwator na samolotach dwumiejscowych od 1 kwietnia 1916 roku odniósł 4 zwycięstwa.
Po przejściu szkolenia pilotażu na początku 1917 roku został przeniesiony do jednostki myśliwskiej Jagdstaffel 15. W eskadrze odniósł swoje kolejne dwa zwycięstwa. Po utworzeniu nowej eskadry Jagdstaffel 50 w końcu grudnia 1917 roku, Heinrich Arntzen został mianowany jej dowódcą. Z jednostką odniósł kolejne 5 zwycięstw. Obowiązki swoje pełnił do dnia 27 maja 1918 roku, kiedy to w wyniku ciężkich ran (stracił oko) musiał dowództwo nad jednostką przekazać porucznikowi Hans von Freden, i został przeniesiony do rezerwy.
Latał na samolocie Fokker D.VII, Albatros D.III oraz Pfalz D.III
Jego los po wojnie nie jest znany. 

## Odznaczenia
- Order Hohenzollernów – 6 czerwca 1917
- Krzyż Żelazny I Klasy
- Krzyż Żelazny II Klasy